# تخلیه بار الکتریکی

مشخصه‌های ولتاژ در برابر جریان برای گاز نئون در فشار 1 Torr میان الکترودهای تخت با فاصله 50 سانتی متر.تخلیه تاریک A-D
A-B: تخلیه ناخودپایدار و گردآورش یون‌های به طور سرخود تولید شده.
B-D: منطقه Townsend، جایی که بستاهش پی‌شاری برنده‌ها جا می‌گیرد.
D-I تخلیه فروزان
D-E: گذرش به یک تخلیه فروزان، فروشکست آن گاز.
E-G: گذرش به یک فروغ هنجارمند؛ در منطقه‌های اطراف G، ولتاژ برای جریان متغیر تقریباً ثابت و پایا است.
G-I: فروغ بی‌هنجار را می‌نماید، همانطور که چگالی جریان می‌خیزد.
I-K: تخلیه کمان.

تخلیه الکتریکی (به انگلیسی: Electric discharge) انتشار و انتقال برق در میدان الکتریکی اعمال شده از طریق ماده ارتباطی مانند گاز است.

## مثال‌ها
مثال‌هایی از پدیده‌های تخلیه الکتریکی عبارتند از: 
- تخلیه قلم مو
- تخلیه مانع دی الکتریک
- تخلیه کرونا
- تخلیه الکتریکی براق
- قوس الکتریکی
- تخلیه الکترواستاتیکی
- تخلیه الکتریکی در گازها
- رهبر (جرقه)
- تخلیه جزئی
- دشارژ استریمر
- قوس خلاء
- تخلیه Townsend
- آتش سنت المو
- رعد و برق
- ارگ الکتریکی